# (5762) Wänke
(5762) Wänke ist ein Asteroid des Hauptgürtels, der am 2. März 1981 vom US-amerikanischen Astronomen Schelte John Bus am Siding-Spring-Observatorium (IAU-Code 413) in der Nähe von Coonabarabran in Australien entdeckt wurde.
Am 24. Juni 2002 wurde der Himmelskörper nach dem österreichischen Physiker Heinrich Wänke (1928–2015) benannt, der am Max-Planck-Institut für Chemie im Bereich der Kosmochemie tätig war und Meteorite und außerirdische Gesteine untersuchte.